# Мост в Бешке
Мост в Бешке (серб. Мост код Бешке /Most kod Beške) — железобетонный автомобильный мост через реку Дунай вблизи села Бешка (Сербия). Мост был изначально построен в 1975 году, является частью европейского маршрута E75 и крупнейшим мостом через Дунай на всей его протяжённости.

## Описание
Первоначально мост был воздвигнут по проекту архитектора Бранко Жежеля (серб. Branko Žeželj), который также работал над Павильоном №1 Белградского выставочного комплекса, мостом Жежеля на железнодорожном вокзале Белград-центр. Строительство моста производилось компанией «Mostogradnja» в 1971—1975-е гг.
Мост дважды подвергся бомбардировкам во время операции НАТО против Югославии (1 и 21 апреля 1999 года) и был частично разрушен. Однако мост был быстро восстановлен и заново открыт 19 июля 1999 года, так как является частью важного европейского маршрута E75.
Мост-двойник для трафика в северном (левостороннем) направлении был построен рядом с существующим мостом в 2008-2011 годах консорциумом под руководством австрийской группы «Alpine Bau» (открытие состоялось 3 октября 2011 года) После этого старый мост был закрыт на реконструкцию и заново открыт в августе 2014 года
Современный мост в полной мере обеспечивает трафик трассы E75 в Сербии, так как имеет две полосы для автотранспорта, укреплённую обочину и две пешеходные полосы.